# Акбулак (Шетський район)
Акбула́к (каз. Ақбұлақ) — село у складі Шетського району Карагандинської області Казахстану. Входить до складу Мойинтинської селищної адміністрації.
Населення — 10 осіб (2021; 49 у 2009, 287 у 1999, 852 у 1989).
Національний склад станом на 1989 рік:
- казахи — 100 %.